# كاترينا بريان
كاترينا بريان (بالإنجليزية: Katrina Bryan)‏ هي ممثلة بريطانية، ولدت في 11 يوليو 1980 في دومفريز وغالاوي ‏ في المملكة المتحدة.

## وصلات خارجية
- كاترينا بريان على موقع IMDb (الإنجليزية)